# Star Trek
Star Trek es una franquicia de medios estadounidense creada por Gene Roddenberry que comenzó con la serie de televisión homónima de 1966 y rápidamente se convirtió en un fenómeno mundial de la cultura popular. La franquicia se ha ampliado a varias películas, series de televisión, videojuegos, novelas y cómics. Con unos ingresos estimados de 10 600 millones de dólares, es considerada como una de las franquicias de medios más reconocibles y de mayor recaudación de todos los tiempos.
La franquicia comenzó con Star Trek: la serie original, que debutó en los Estados Unidos el 8 de septiembre de 1966 y se emitió durante tres temporadas en NBC. Se emitió por primera vez el 6 de septiembre de 1966 en el canal CTV de Canadá. Sigue los viajes de la nave espacial USS Enterprise, una nave de exploración  construida por la Federación Unida de Planetas en el siglo XXIII, en una misión de cinco años para «explorar nuevos y extraños mundos, buscar nuevas formas de vida y nuevas civilizaciones, atreverse a llegar a donde nadie ha ido jamás». Al crear Star Trek, Roddenberry se inspiró en la serie de novelas sobre Horatio Hornblower de C. S. Forester, la novela Los viajes de Gulliver de Jonathan Swift de 1726, la película Planeta prohibido de 1956 y wésterns de televisión como Wagon Train.
El canon de Star Trek incluye la serie original, nueve series de televisión derivadas y una franquicia cinematográfica; también existen otras adaptaciones en varios medios. Después de la conclusión de la serie original, las aventuras de sus personajes continuaron en los 22 episodios de Star Trek: La serie animada y seis películas. Un renacimiento televisivo que comenzó en la década de 1980, tres series secuelas y una precuela: Star Trek: The Next Generation, que sigue a la tripulación de una nueva nave estelar Enterprise un siglo después de la serie original; Star Trek: Deep Space Nine y Star Trek: Voyager, ambientadas en la misma era que Next Generation; y Enterprise, ambientada antes de la serie original en los primeros días de los viajes interestelares humanos. Las aventuras del equipo de Next Generation continuaron en cuatro largometrajes adicionales. En 2009, la franquicia cinematográfica se reinició, creando una continuidad alternativa conocida como «La línea Kelvin»; tres películas se han ambientado en esta continuidad. El renacimiento televisivo más reciente de Star Trek, que comenzó en 2017, incluye las series Star Trek: Discovery, Picard, Short Treks, Lower Decks, Prodigy y Star Trek: Strange New Worlds que se transmiten exclusivamente en plataformas digitales.
Star Trek ha sido un fenómeno de culto durante décadas. Los fanáticos de la franquicia se llaman trekkies o trekkers. La franquicia abarca una amplia gama de productos derivados que incluyen juegos, figuritas, novelas, juguetes y cómics. De 1998 a 2008, hubo una atracción temática de Star Trek en Las Vegas. Al menos dos exhibiciones de museos de accesorios viajan por el mundo. El lenguaje construido klingon fue creado para la franquicia. Se han hecho varias parodias de Star Trek. Además, los espectadores han producido varias producciones de aficionados.
Star Trek se destaca por su influencia cultural más allá de las obras de ciencia ficción. La franquicia también se destaca por sus posturas progresistas de derechos civiles. La serie original incluyó uno de los primeros elencos multirraciales en la televisión estadounidense.

## Concepto y ambientación
Ya en 1964, Gene Roddenberry redactó una propuesta para la serie de ciencia ficción que se convertiría en Star Trek. Aunque lo comercializó públicamente como un western en el espacio exterior —el llamado "Wagon Train to the stars" —, en privado les dijo a sus amigos que lo estaba modelando según Los viajes de Gulliver de Jonathan Swift, con la intención de que cada episodio actuara en dos niveles: como una historia de aventuras y suspenso y como un cuento moral. 
La mayoría de las historias de Star Trek describen las aventuras de humanos y extraterrestres que sirven en la Flota Estelar, la armada espacial humanitaria y de mantenimiento de la paz de la Federación Unida de Planetas. Los protagonistas tienen valores altruistas y deben aplicar estos ideales a dilemas difíciles.
Muchos de los conflictos y dimensiones políticas de Star Trek son alegorías de realidades culturales contemporáneas. La serie original abordó temas de la década de 1960, al igual que las series derivadas posteriores abordaron temas de sus respectivas décadas. Los temas tratados en las distintas series incluyen la guerra y la paz, el valor de la lealtad personal, el autoritarismo, el imperialismo, la lucha de clases, la economía, el racismo, la religión, los derechos humanos, el sexismo, el feminismo y el papel de la tecnología.  Roddenberry declaró: "[Al crear] un mundo nuevo con nuevas reglas, podría hacer declaraciones sobre sexo, religión, Vietnam, política y misiles intercontinentales. De hecho, las hicimos en Star Trek: enviábamos mensajes y afortunadamente todos pasaron por la red. Si hablabas de personas moradas en un planeta lejano, ellos (la cadena de televisión) nunca se dieron cuenta. Estaban más preocupados por el escote. "Censurar hasta el set para medir el escote de una mujer y asegurarse de que no se vea demasiado de su pecho". 
Roddenberry pretendía que el programa tuviera una agenda política progresista que reflejara la contracultura emergente del movimiento juvenil, aunque no fue completamente comunicativo con las cadenas al respecto. Quería que Star Trek mostrara en qué podría evolucionar la humanidad si aprendiera de las lecciones del pasado, más específicamente poniendo fin a la violencia. Un ejemplo extremo son las especies alienígenas conocidas como vulcanos, que tuvieron un pasado violento pero aprendieron a controlar sus emociones. Roddenberry también le dio a Star Trek un mensaje contra la guerra y describió a la Federación Unida de Planetas como una versión ideal y optimista de las Naciones Unidas. La cadena se opuso a sus esfuerzos debido a preocupaciones sobre la comerciabilidad; por ejemplo, se opusieron a la insistencia de Roddenberry en que Enterprise tuviera un equipo racialmente diverso.

## Marco ficticio

El emblema de la Flota Estelar como se ve en la franquicia.

El universo de ficción de la producción está protagonizado por la historia de la Federación Unida de Planetas, y los años previos a su fundación en la Tierra, abarcando desde el año 2063, cuando ocurre el primer contacto entre los humanos y una raza extraterrestre, los vulcanos, hasta el año 2379, cuando la Federación pasa por momentos gloriosos pero a la vez muy difíciles al presentarse la posibilidad de tener que enfrentarse a las dos mayores superpotencias de la galaxia: el Dominio y el colectivo Borg.
En esta Federación, la situación de la Tierra es bastante particular, ya que desde el primer contacto en 2063, su desarrollo no ha conocido barreras, llegando a ser un planeta paradisíaco, donde los humanos viven en constante progreso; así mismo, desde el año 2161, la Tierra es la capital de la Federación, teniendo como sede de gobierno a la ciudad de París, Francia y del mando y de la academia de la Flota Estelar en San Francisco, en la actual California y habiendo llevado su enorme desarrollo como civilización hasta los confines del espacio conocido, que suma casi la cuarta parte de la Vía Láctea.
Star Trek ha demostrado ser bastante realista en la mayoría de las facetas de la vida real del ser humano, como militar —pues la Flota Estelar es una institución castrense—, como ciudadano, como político, como bienhechor, como malhechor, etc.; así como tener la virtud de mostrar a los personajes extraterrestres como seres similares a nosotros, con ciertas ventajas y desventajas respecto de los humanos, superando en este aspecto a la gran mayoría de las producciones del género, que más bien se han enfocado en los extraterrestres como amenazas para la Tierra y la humanidad, siendo presentados muchas veces como monstruos.
Según Jonathan Frakes —uno de los principales actores de la segunda serie, Star Trek: la nueva generación, y de varias películas como comandante William Riker—, Star Trek representa «la realización más grande de la humanidad en el marco de una historia épica del futuro».

### Tecnología
En los diversos capítulos de la serie se pueden apreciar que usualmente se han empleado dispositivos o medios tecnológicos innovadores para la época. Más tarde varios de ellos se han convertido en realidad, incluso de manera masiva. Un ejemplo de ello son las pantallas táctiles, inventadas en 1971, los tableros de datos similares a las PDA o tabletas, así mismo la comunicación inalámbrica para la transferencia de datos entre computadoras, que empezó a usarse en realidad cuatro años después del estreno de la serie, e incluso los auriculares con sistema manos libres —como el que usa la teniente Uhura—. El intercomunicador que usan los personajes para comunicarse con la nave Enterprise es el modelo de los actuales teléfonos móviles.
Muchos de los aparatos utilizados en la serie original como las puertas automáticas, el escáner del Dr. McCoy, que permite un diagnóstico del interior del cuerpo sin necesidad de abrirlo, premonitorio de la Tomografía Axial Computarizada o TAC, la computadora personal, la computadora que obedece a comandos de voz, las sofisticadas herramientas del señor Scott, entre otros, son similares a soluciones tecnológicas posteriormente desarrolladas.
Cabe destacar en este sentido, el uso en la serie original de «cintas de memoria», de aspecto y tamaño idéntico a los disquetes de 3,5" que aparecieron en 1983, o en un capítulo, el uso de un CD, donde se podían ver episodios de diferentes épocas de la historia.
Otro dispositivo innovador para la época, basado en la nanorrobótica fueron las nanosondas para uso medicinal, tecnología con la que hoy en día se experimenta de distintas maneras o el uso de la antimateria como fuente de energía.
De igual manera, los aparatos intercomunicadores que utilizaban fueron un avance de los poderosos transmisores que hoy se usan para comunicación entre los astronautas y la base en la NASA.

## Impacto social

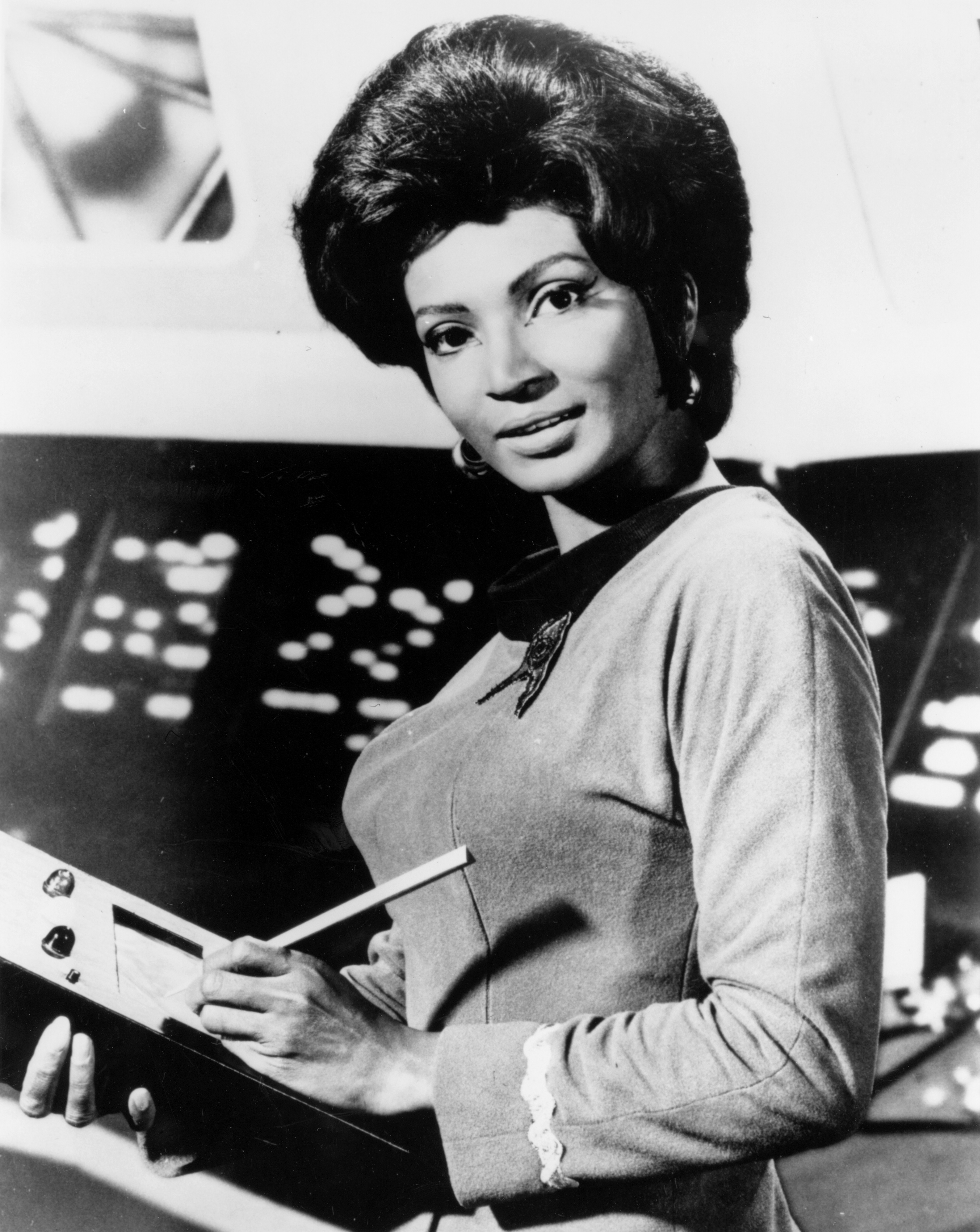
La actriz Nichelle Nichols en el papel de Uhura.

La teniente Nyota Uhura, oficial de comunicaciones y cuarta al mando de la nave, fue el primer personaje principal negro y femenino de la televisión estadounidense que no era un estereotipo. Su intérprete, Nichelle Nichols, pensaba dejar la serie tras la primera temporada por haber recibido una oferta para cantar en Broadway, pero fue animada por el propio Martin Luther King a continuar, por haberse convertido en un símbolo del movimiento por los derechos civiles que sería olvidado si era reemplazada por una chica blanca. Cuando Nichols comunicó a Gene Roddenberry su cambio de opinión y el motivo, este le dio a entender que eso pretendía transmitir con el personaje.
En una entrevista de enero de 2011 para la cadena de televisión NPR donde relataba su encuentro con Martin Luther King, contaba que conoció a Whoopi Goldberg cuando trabajaba en Star Trek: The Next Generation. Le dijo que cuando apareció Star Trek, ella tenía nueve años y al verla en la televisión, corrió por la casa gritando: «ven rápido, ven rápido. Hay una dama negra en la televisión y no es una doncella». Nichelle Nichols no aparecía como un personaje del servicio doméstico o como una delincuente, lo que implicaba que en el siglo XXIII no habría segregación racial.
El capítulo décimo de la tercera temporada, Los hijastros de Platón, que fue emitido el 22 de noviembre de 1968, está considerado como histórico por ser la primera vez que se ve un beso interracial en la televisión norteamericana. Fue interpretado por Nichelle Nichols en su papel de la teniente Uhura y por William Shatner que interpretaba al capitán Kirk, que aseguró que sus bocas no llegaron a rozarse.
En Star Trek: Voyager se muestra a una mujer en un puesto de mando, la capitán Katherine Janeway —Kate Mulgrew— y al primer oficial miembro de los pueblos originarios (minoría indígena en América) Chakotay. En Star Trek: Discovery, la actriz negra Sonequa Martin-Green interpreta a la protagonista de la serie Michael Burnham, la actriz de origen oriental Michelle Yeoh aparece como la capitana Philippa Georgiou y Jayne Brook como la almirante Katrina Cornwell.
La idea de una federación de planetas, se puede interpretar como una alegoría de las Naciones Unidas y muchas veces su temática, una representación de todas las culturas y países, y sus conflictos.

## Reseña histórica de producción

### Era deLa serie original(1965-1969)
A principios de 1964, Roddenberry presentó un breve tratamiento para una serie de televisión a Desilu Productions, llamándola "un vagón de tren hacia las estrellas". La directora del estudio Desilu, Lucille Ball, jugó un papel decisivo en la aprobación de la producción de la serie.  El estudio trabajó con Roddenberry para desarrollar el tratamiento en un guion, que luego se presentó a NBC. 

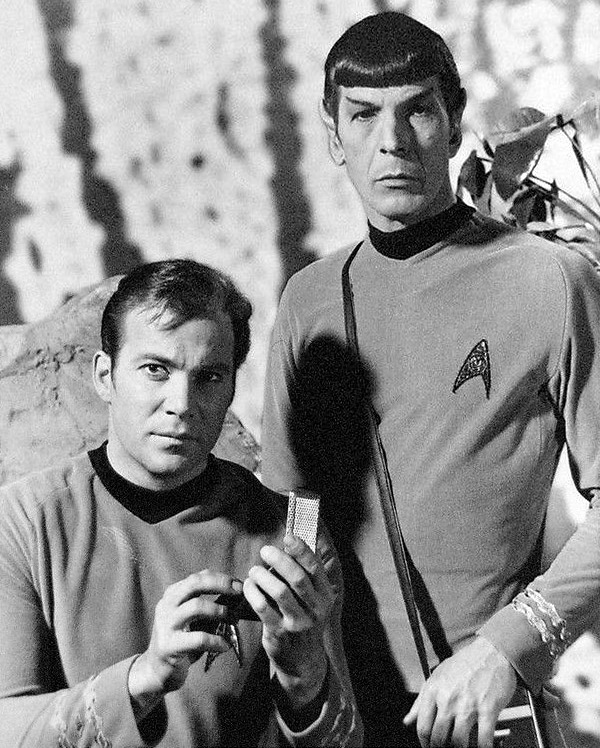
El comandante Spock y el capitán James T. Kirk, interpretados por Leonard Nimoy y William Shatner, fotografiados aquí en la serie original.

NBC pagó para hacer un piloto, "The Cage", protagonizado por Jeffrey Hunter como el capitán del Enterprise Christopher Pike. NBC rechazó "The Cage", pero los ejecutivos aún quedaron impresionados con el concepto y tomaron la inusual decisión de encargar un segundo piloto: "Where No Man Has Gone Before". 
Si bien el programa inicialmente disfrutó de altos índices de audiencia, la calificación promedio del programa al final de su primera temporada cayó al puesto 52 de 94 programas. Descontenta con los ratings del programa, NBC amenazó con cancelar el programa durante su segunda temporada.  La base de aficionados del programa, liderada por Bjo Trimble, llevó a cabo una campaña de redacción de cartas sin precedentes, solicitando a la cadena que mantuviera el programa en el aire.  NBC renovó el programa, pero lo trasladó del horario de máxima audiencia al "espacio de muerte del viernes por la noche" y redujo sustancialmente su presupuesto. En protesta, Roddenberry renunció como productor y redujo su participación directa en Star Trek, lo que llevó a Fred Freiberger a convertirse en productor de la tercera y última temporada del programa. A pesar de otra campaña de envío de cartas, NBC canceló la serie después de tres temporadas y 79 episodios.

### Popularidad y expansión (1969-1991)
Después de que se canceló la serie original, Desilu, que para entonces había pasado a llamarse Paramount Television, obtuvo la licencia de los derechos de distribución de transmisión para ayudar a recuperar las pérdidas de producción. Las reposiciones comenzaron a finales de 1969 y, a finales de la década de 1970, la serie se emitió en más de 150 mercados nacionales y 60 internacionales. Esto ayudó a Star Trek a desarrollar un culto de seguidores entre los trekkies, mayor que durante su ejecución original;  en 1976, el elenco describió Star Trek como "la serie más popular del mundo". 
Una señal de la creciente popularidad de la serie fue la primera convención de Star Trek, que tuvo lugar del 21 al 23 de enero de 1972 en la ciudad de Nueva York. Aunque la expectativa original era que asistieran unos cientos de fanáticos, aparecieron varios miles. Los fanáticos continúan asistiendo a convenciones similares en todo el mundo. 
El nuevo éxito de la serie llevó a la idea de revivir la franquicia. Filmation con Paramount Television produjo la primera serie post-original, Star Trek: The Animated Series, con el elenco de la serie original retomando sus papeles. Se emitió en NBC durante 22 episodios de media hora durante dos temporadas los sábados por la mañana de 1973 a 1974.  Aunque de corta duración, típico de las producciones animadas en ese horario durante ese período, la serie obtuvo el único Emmy de la franquicia. Premio en la categoría "Mejor Serie", específicamente Serie Infantil de Entretenimiento Destacada; Posteriormente los premios Emmy para la franquicia serían en categorías técnicas. Paramount Pictures y Roddenberry comenzaron a desarrollar una nueva serie, Star Trek: Phase II, en mayo de 1975 en respuesta a la nueva popularidad de la franquicia. El trabajo en la serie terminó cuando el propuesto Paramount Television Service cerró. 
Tras el éxito de las películas de ciencia ficción Star Wars y Close Encounters of the Third Kind, Paramount adaptó el episodio piloto planificado de Phase II al largometraje Star Trek: The Motion Picture. La película se estrenó en Norteamérica el 7 de diciembre de 1979, con críticas mixtas por parte de los críticos. La película recaudó 139 millones de dólares en todo el mundo, cifra inferior a las expectativas, pero suficiente para que Paramount creara una secuela. El estudio obligó a Roddenberry a renunciar al control creativo de futuras secuelas.
El éxito de la secuela, Star Trek II: La ira de Khan, revirtió la suerte de la franquicia. Si bien la secuela recaudó menos que la primera película, los menores costos de producción de The Wrath of Khan hicieron que obtuviera más ganancias netas. Paramount produjo seis largometrajes de Star Trek entre 1979 y 1991, cada uno de los cuales presentaba al elenco de la Serie Original en sus papeles originales. 
En 1987, Paramount respondió a la popularidad de las películas de Star Trek devolviendo la franquicia a la televisión con Star Trek: The Next Generation. Paramount optó por distribuir la nueva serie como un programa de distribución de primera ejecución en lugar de un programa de cadena. La serie se desarrolló un siglo después de la original, siguiendo las aventuras de una nueva nave espacial Enterprise con una nueva tripulación.

### Era televisiva (1991-2005)
Después de Star Trek: The Motion Picture, el papel de Roddenberry cambió de productor a consultor creativo, con una participación mínima en las películas, mientras estaba muy involucrado en la creación de The Next Generation. Roddenberry murió el 24 de octubre de 1991, lo que le dio al productor ejecutivo Rick Berman el control de la franquicia. Star Trek se había hecho conocido entre los de Paramount como "la franquicia", debido a su gran éxito y su papel recurrente como tienda de campaña para el estudio cuando otros proyectos fracasaban. The Next Generation tuvo las calificaciones más altas de cualquier serie de Star Trek y se convirtió en el programa más sindicado durante los últimos años de su carrera original de siete temporadas.  En respuesta al éxito de Next Generation, Paramount lanzó una serie derivada, Deep Space Nine, en 1993. Aunque nunca fue tan popular como Next Generation, la serie tuvo calificaciones suficientes para durar siete temporadas.
En enero de 1995, unos meses después de que terminara Next Generation, Paramount lanzó una cuarta serie de televisión, Voyager. La producción de Star Trek alcanzó su punto máximo a mediados de la década de 1990 con Deep Space Nine y Voyager transmitiéndose simultáneamente y tres de los cuatro largometrajes basados en Next Generation estrenados en 1994, 1996 y 1998. En 1998, Star Trek era la propiedad más importante de Paramount y las ganancias de "la franquicia" financiaron una parte importante de las operaciones del estudio. Voyager se convirtió en el programa insignia de la nueva United Paramount Network (UPN) y, por lo tanto, en la primera serie importante de Star Trek de la cadena desde la original. 
Después de que terminó Voyager, UPN produjo Enterprise, una serie precuela. Enterprise no disfrutó de los altos índices de audiencia de sus predecesores y UPN amenazó con cancelarla después de la tercera temporada de la serie. Los fanáticos lanzaron una campaña que recuerda a la que salvó la tercera temporada de la Serie Original. Paramount renovó Enterprise para una cuarta temporada, pero la trasladó al espacio de muerte del viernes por la noche.  Al igual que la serie original, los ratings de Enterprise cayeron durante este intervalo de tiempo y UPN canceló Enterprise al final de su cuarta temporada. Enterprise emitió su episodio final el 13 de mayo de 2005.  Un grupo de aficionados, con el nombre "Save Enterprise", intentó salvar la serie y trató de recaudar 30 millones de dólares para financiar de forma privada una quinta temporada de Enterprise.  Aunque el esfuerzo obtuvo una prensa considerable, la campaña de aficionados no logró salvar la serie. La cancelación de Enterprise puso fin a una producción continua de dieciocho años de programación de Star Trek en televisión. Los malos resultados de taquilla de la película Nemesis en 2002 arrojan una luz incierta sobre el futuro de la franquicia. Paramount relevó a Berman, el productor de la franquicia, del control de Star Trek.

### Reinicio en cine (2009-2016)
En 2007, Paramount contrató un nuevo equipo creativo para revitalizar la franquicia en la pantalla grande. Los escritores Roberto Orci y Alex Kurtzman y el productor JJ Abrams tuvieron la libertad de reinventar la sensación de la franquicia. El equipo creó la undécima película de la franquicia, Star Trek, y la estrenó en mayo de 2009. La película contó con un nuevo elenco que interpretaba al equipo del programa original. Star Trek fue una precuela de la serie original ambientada en una línea de tiempo alternativa, más tarde llamada Kelvin Timeline (Línea Kelvin, en español). Esto le dio a la película y a sus secuelas libertad de la necesidad de ajustarse a la línea de tiempo canónica de la franquicia y minimizó el impacto que estas películas tendrían en la parte de la franquicia de CBS. La campaña de marketing de la undécima película de Star Trek se dirigió a los no fanáticos, afirmando en los anuncios de la película que "esta no es la Star Trek de tu padre". 
La película obtuvo un considerable éxito financiero y de crítica, recaudando (en dólares ajustados a la inflación) más ventas de taquilla que cualquier película anterior de Star Trek.  Los aplausos incluyen el primer Premio de la Academia de la franquicia (por maquillaje ). Se lanzaron dos secuelas. La primera secuela, Star Trek Into Darkness, se estrenó en la primavera de 2013.  Si bien la película no ganó tanto en la taquilla norteamericana como su predecesora, a nivel internacional, en términos de ingresos de taquilla, Into Darkness es la más exitosa de la franquicia.  La decimotercera película, Star Trek Beyond, se estrenó el 22 de julio de 2016.  La película tuvo muchos problemas de preproducción y su guion pasó por varias reescrituras. Si bien recibió críticas positivas, Star Trek Beyond decepcionó en la taquilla. 

### Expansión del UniversoStar Trek(2017-presente)
CBS rechazó varias propuestas a mediados de la década de 2000 para reiniciar la franquicia en la pantalla chica. Las propuestas incluyeron propuestas del director de cine Bryan Singer, el creador de Babylon 5, J. Michael Straczynski, y los actores de Trek, Jonathan Frakes y William Shatner.  Si bien CBS no estaba creando un nuevo Star Trek para la televisión en red, la facilidad de acceso al contenido de Star Trek en nuevos servicios de transmisión como Netflix y Amazon Prime Video introdujo un nuevo grupo de fanáticos en la franquicia. CBS eventualmente buscó capitalizar esta tendencia y devolvió la franquicia a la pantalla chica con la serie Star Trek: Discovery para ayudar a lanzar y atraer suscriptores a su servicio de transmisión CBS All Access.  La primera temporada de Discovery se estrenó el 24 de septiembre de 2017.  Si bien Discovery se muestra en los Estados Unidos exclusivamente en Paramount+ (anteriormente CBS All Access), durante sus primeras tres temporadas, Netflix, a cambio de financiar los costos de producción del programa, poseía los derechos de proyección internacional del programa.  Este acuerdo de distribución y producción de Netflix finalizó justo antes del estreno de la cuarta temporada de Discovery en noviembre de 2021.  Desde entonces, Discovery ha sido exclusivo de las plataformas propiedad de Paramount Global.
En junio de 2018, después de convertirse en el único showrunner de Discovery, Kurtzman firmó un acuerdo general de cinco años con CBS Television Studios para expandir la franquicia Star Trek más allá de Discovery a varias series, miniseries y series animadas nuevas.  Kurtzman quería "abrir este mundo" y crear múltiples series ambientadas en el mismo universo pero con su propia "narración única y sensación cinematográfica distinta",  un enfoque que comparó con el Universo Cinematográfico de Marvel.  Sin embargo, la franquicia no contaría una sola historia en varias series, lo que permitiría al público ver cada serie sin tener que ver todas las demás.  CBS y Kurtzman se refieren a esta franquicia ampliada como el Star Trek Universe. 
La segunda serie de la expansión del Universo Star Trek, Star Trek: Picard, presenta a Patrick Stewart repitiendo el personaje Jean-Luc Picard de The Next Generation. Picard se estrenó en CBS All Access el 23 de enero de 2020. A diferencia de Discovery, Amazon Prime Video transmite Picard a nivel internacional.  CBS también ha lanzado dos temporadas de Star Trek: Short Treks, una serie de miniepisodios independientes que se transmiten entre las temporadas de Discovery y Picard. Una nueva serie de acción real, Star Trek: Strange New Worlds, una serie derivada de la segunda temporada de Discovery y precuela de la serie original, se estrenó el 5 de mayo de 2022. Lower Decks, una serie de comedia animada para adultos, se estrenó el 6 de agosto de 2020, en CBS All Access. Otra serie animada, Star Trek: Prodigy, se estrenó en el servicio renombrado Paramount+ primero el 28 de octubre de 2021 y el 17 de diciembre de 2021 en Nickelodeon.  Prodigy es la primera serie de Star Trek dirigida específicamente a audiencias más jóvenes, y es la primera serie animada completamente por computadora de la franquicia. La saturación de Star Trek alcanzaría un nuevo pico en 2022, con cinco series de Star Trek transmitidas en el mismo año. 
El final de la serie Star Trek: Picard se emitió en abril de 2023.  La última temporada de Discovery se emitirá a principios de 2024.  Se encuentra en preproducción una serie de Star Trek: Starfleet Academy para reemplazar a una de estas series.  Star Trek: Prodigy se eliminó de Paramount+ en junio de 2023. Netflix retomó la serie y la temporada 1 estuvo disponible el 25 de diciembre de 2023. Una nueva segunda temporada se emitirá más adelante en 2024. 
Paramount también planea crear películas para televisión para Paramount+ cada dos años.  La primera de estas películas, Section 31, estará protagonizada por Michelle Yeoh, retomando su papel de la emperatriz Georgiou de Discovery. 

## Series de televisión
Doce series de televisión componen la franquicia Star Trek: La Serie Original, La Serie Animada, The Next Generation, Deep Space Nine, Voyager, Enterprise, Discovery, Short Treks, Picard, Lower Decks, Prodigy y Strange New Worlds. Todas las series en total suman 910 episodios repartidos en 47 temporadas de televisión
| Serie                          | Temp. | Temp. | Episodios | Fechas de emisión        | Fechas de emisión       | Red o canal    | Estado        |
| Serie                          | Temp. | Temp. | Episodios | Primera emisión          | Última emisión          | Red o canal    | Estado        |
| ------------------------------ | ----- | ----- | --------- | ------------------------ | ----------------------- | -------------- | ------------- |
| Star Trek: The Original Series |       | 1     | 29        | 8 de septiembre de 1966  | 13 de abril de 1967     | NBC            | Estrenada     |
| Star Trek: The Original Series |       | 2     | 26        | 15 de septiembre de 1967 | 29 de marzo de 1968     | NBC            | Estrenada     |
| Star Trek: The Original Series |       | 3     | 24        | 20 de septiembre de 1968 | 3 de junio de 1969      | NBC            | Estrenada     |
| Star Trek: The Animated Series |       | 1     | 16        | 8 de septiembre de 1973  | 12 de enero de 1974     | NBC            | Estrenada     |
| Star Trek: The Animated Series |       | 2     | 6         | 7 de septiembre de 1974  | 12 de octubre de 1974   | NBC            | Estrenada     |
| Star Trek: The Next Generation |       | 1     | 26        | 28 de septiembre de 1987 | 16 de mayo de 1988      | Redifusión     | Estrenada     |
| Star Trek: The Next Generation |       | 2     | 22        | 21 de noviembre de 1988  | 17 de julio de 1989     | Redifusión     | Estrenada     |
| Star Trek: The Next Generation |       | 3     | 26        | 25 de septiembre de 1989 | 18 de junio de 1990     | Redifusión     | Estrenada     |
| Star Trek: The Next Generation |       | 4     | 26        | 24 de septiembre de 1990 | 17 de junio de 1991     | Redifusión     | Estrenada     |
| Star Trek: The Next Generation |       | 5     | 26        | 23 de septiembre de 1991 | 15 de junio de 1992     | Redifusión     | Estrenada     |
| Star Trek: The Next Generation |       | 6     | 26        | 21 de septiembre de 1992 | 21 de junio de 1993     | Redifusión     | Estrenada     |
| Star Trek: The Next Generation |       | 7     | 26        | 20 de septiembre de 1993 | 23 de mayo de 1994      | Redifusión     | Estrenada     |
| Star Trek: Deep Space Nine     |       | 1     | 20        | 3 de enero de 1993       | 20 de junio de 1993     | Redifusión     | Estrenada     |
| Star Trek: Deep Space Nine     |       | 2     | 26        | 26 de septiembre de 1993 | 12 de junio de 1994     | Redifusión     | Estrenada     |
| Star Trek: Deep Space Nine     |       | 3     | 26        | 26 de septiembre de 1994 | 19 de junio de 1995     | Redifusión     | Estrenada     |
| Star Trek: Deep Space Nine     |       | 4     | 26        | 2 de octubre de 1995     | 17 de junio de 1996     | Redifusión     | Estrenada     |
| Star Trek: Deep Space Nine     |       | 5     | 26        | 30 de septiembre de 1996 | 16 de junio de 1997     | Redifusión     | Estrenada     |
| Star Trek: Deep Space Nine     |       | 6     | 26        | 29 de septiembre de 1997 | 17 de junio de 1998     | Redifusión     | Estrenada     |
| Star Trek: Deep Space Nine     |       | 7     | 26        | 30 de septiembre de 1998 | 2 de junio de 1999      | Redifusión     | Estrenada     |
| Star Trek: Voyager             |       | 1     | 16        | 16 de enero de 1995      | 22 de mayo de 1995      | UPN            | Estrenada     |
| Star Trek: Voyager             |       | 2     | 26        | 28 de agosto de 1995     | 20 de mayo de 1996      | UPN            | Estrenada     |
| Star Trek: Voyager             |       | 3     | 26        | 4 de septiembre de 1996  | 21 de mayo de 1997      | UPN            | Estrenada     |
| Star Trek: Voyager             |       | 4     | 26        | 3 de septiembre de 1997  | 9 de mayo de 1998       | UPN            | Estrenada     |
| Star Trek: Voyager             |       | 5     | 26        | 14 de octubre de 1998    | 26 de mayo de 1999      | UPN            | Estrenada     |
| Star Trek: Voyager             |       | 6     | 26        | 22 de septiembre de 1999 | 24 de mayo de 2000      | UPN            | Estrenada     |
| Star Trek: Voyager             |       | 7     | 26        | 4 de octubre de 2000     | 23 de mayo de 2001      | UPN            | Estrenada     |
| Star Trek: Enterprise          |       | 1     | 26        | 26 de septiembre de 2001 | 22 de mayo de 2002      | UPN            | Estrenada     |
| Star Trek: Enterprise          |       | 2     | 26        | 18 de septiembre de 2002 | 21 de mayo de 2003      | UPN            | Estrenada     |
| Star Trek: Enterprise          |       | 3     | 24        | 10 de septiembre de 2003 | 26 de mayo de 2004      | UPN            | Estrenada     |
| Star Trek: Enterprise          |       | 4     | 22        | 8 de octubre de 2004     | 13 de mayo de 2005      | UPN            | Estrenada     |
| Star Trek: Discovery           |       | 1     | 15        | 24 de septiembre de 2017 | 11 de febrero de 2018   | CBS All Access | Estrenada     |
| Star Trek: Discovery           |       | 2     | 14        | 17 de enero de 2019      | 18 de abril de 2019     | CBS All Access | Estrenada     |
| Star Trek: Discovery           |       | 3     | 13        | 15 de octubre de 2020    | 7 de enero de 2021      | CBS All Access | Estrenada     |
| Star Trek: Discovery           |       | 4     | 13        | 18 de noviembre de 2021  | 17 de marzo de 2022     | Paramount+     | Estrenada     |
| Star Trek: Discovery           |       | 5     | 10        | 4 de abril de 2024       | 30 de mayo de 2024      | Paramount+     | Estrenada     |
| Star Trek: Short Treks         |       | 1     | 4         | 4 de octubre de 2018     | 3 de enero de 2019      | CBS All Access | Estrenada     |
| Star Trek: Short Treks         |       | 2     | 6         | 5 de octubre de 2019     | 9 de enero de 2020      | CBS All Access | Estrenada     |
| Star Trek: Picard              |       | 1     | 10        | 23 de enero de 2020      | 26 de marzo de 2020     | CBS All Access | Estrenada     |
| Star Trek: Picard              |       | 2     | 10        | 03 de marzo de 2022      | 05 de mayo de 2022      | Paramount+     | Estrenada     |
| Star Trek: Picard              |       | 3     | 10        | 16 de febrero de 2023    | 20 de abril de 2023     | Paramount+     | Estrenada     |
| Star Trek: Lower Decks         |       | 1     | 10        | 6 de agosto de 2020      | 8 de octubre de 2020    | CBS All Access | Estrenada     |
| Star Trek: Lower Decks         |       | 2     | 10        | 12 de agosto de 2021     | 14 de octubre de 2021   | Paramount+     | Estrenada     |
| Star Trek: Lower Decks         |       | 3     | 10        | 25 de agosto de 2022     | 27 de octubre de 2022   | Paramount+     | Estrenada     |
| Star Trek: Lower Decks         |       | 4     | 10        | 7 de septiembre de 2023  | 2 de noviembre de 2023  | Paramount+     | Estrenada     |
| Star Trek: Lower Decks         |       | 5     | 10        | 24 de octubre de 2024    | 19 de diciembre de 2024 | Paramount+     | Estrenada     |
| Star Trek: Prodigy             |       | 1     | 20        | 28 de octubre de 2021    | 03 de febrero de 2022   | Paramount+     | Estrenada     |
| Star Trek: Prodigy             |       | 2     | 20        | 1 de julio de 2024       | 1 de julio de 2024      | Netflix        | Estrenada     |
| Star Trek: Strange New Worlds  |       | 1     | 10        | 05 de mayo de 2022       | 07 de julio de 2022     | Paramount+     | Estrenada     |
| Star Trek: Strange New Worlds  |       | 2     | 10        | 15 de junio de 2023      | 17 de agosto de 2023    | Paramount+     | Estrenada     |
| Próximas series                |       |       |           |                          |                         |                |               |
| Starfleet Academy              |       | 1     | —         | Por anunciar             | Por anunciar            | Paramount+     | En desarrollo |

## Películas
Paramount Pictures ha producido trece largometrajes de Star Trek. Las primeras seis películas continúan las aventuras del elenco de la Serie Original; la séptima película, Generations, pretendía ser una transición del elenco original al elenco de Next Generation; Las siguientes tres películas se centraron completamente en el elenco de Next Generation.  La undécima película fue ampliamente considerada como un reinicio de la franquicia, aunque en realidad es una continuación ambientada en una línea de tiempo alternativa conocida como "Kelvin Timeline". Además, el servicio de streaming Paramount+ tiene la intención de estrenar una película para televisión cada dos años a partir de la Section 31.
| Película                               | Fecha de lanzamiento en EE. UU. | Director            | Guionista(s)                                                | Historia de                                     | Productor(es)                                                       |
| The Original Series                    | The Original Series             | The Original Series | The Original Series                                         | The Original Series                             | The Original Series                                                 |
| -------------------------------------- | ------------------------------- | ------------------- | ----------------------------------------------------------- | ----------------------------------------------- | ------------------------------------------------------------------- |
| Star Trek: The Motion Picture          | 7 de diciembre de 1979          | Robert Wise         | Harold Livingston                                           | Alan Dean Foster                                | Gene Roddenberry                                                    |
| Star Trek II: The Wrath of Khan        | 4 de junio de 1982              | Nicholas Meyer      | Jack B. Sowards                                             | Harve Bennett & Jack B. Sowards                 | Robert Sallin                                                       |
| Star Trek III: The Search for Spock    | 1 de junio de 1984              | Leonard Nimoy       | Harve Bennett                                               | Harve Bennett                                   | Harve Bennett                                                       |
| Star Trek IV: The Voyage Home          | 26 de noviembre de 1986         | Leonard Nimoy       | Steve Meerson, Peter Krikes, Nicholas Meyer & Harve Bennett | Harve Bennett & Leonard Nimoy                   | Harve Bennett                                                       |
| Star Trek V: The Final Frontier        | 9 de junio de 1989              | William Shatner     | David Loughery                                              | William Shatner, Harve Bennett & David Loughery | Harve Bennett                                                       |
| Star Trek VI: The Undiscovered Country | 6 de diciembre de 1991          | Nicholas Meyer      | Nicholas Meyer & Denny Martin Flinn                         | Leonard Nimoy, Lawrence Konner & Mark Rosenthal | Ralph Winter & Steven-Charles Jaffe                                 |
| The Next Generation                    |                                 |                     |                                                             |                                                 |                                                                     |
| Star Trek: Generations                 | 18 de noviembre de 1994         | David Carson        | Ronald D. Moore y Brannon Braga                             | Rick Berman, Brannon Braga y Ronald D. Moore    | Rick Berman                                                         |
| Star Trek: First Contact               | 22 de noviembre de 1996         | Jonathan Frakes     | Brannon Braga y Ronald D. Moore                             | Rick Berman, Brannon Braga y Ronald D. Moore    | Rick Berman                                                         |
| Star Trek: Insurrection                | 11 de diciembre de 1998         | Jonathan Frakes     | Michael Piller                                              | Rick Berman y Michael Piller                    | Rick Berman                                                         |
| Star Trek: Nemesis                     | 13 de diciembre de 2002         | Stuart Baird        | John Logan                                                  | John Logan, Rick Berman y Brent Spiner          | Rick Berman                                                         |
| Reinicio (Línea Kelvin)                |                                 |                     |                                                             |                                                 |                                                                     |
| Star Trek                              | 8 de mayo de 2009               | J.J Abrams          | Roberto Orci y Alex Kurtzman                                | Roberto Orci y Alex Kurtzman                    | JJ Abrams y Damon Lindelof                                          |
| Star Trek Into Darkness                | 17 de mayo de 2013              | J.J Abrams          | Roberto Orci, Alex Kurtzman y Damon Lindelof                | Roberto Orci, Alex Kurtzman y Damon Lindelof    | JJ Abrams, Bryan Burk, Damon Lindelof, Alex Kurtzman y Roberto Orci |
| Star Trek Beyond                       | 22 de julio de 2016             | Justin Lin          | Simon Pegg y Doug Jung                                      | Simon Pegg y Doug Jung                          | JJ Abrams, Roberto Orci, Lindsey Weber y Justin Lin                 |
| Películas para televisión              |                                 |                     |                                                             |                                                 |                                                                     |
| Star Trek: Sección 31                  |                                 | Olatunde Osunsanmi  | Craig Sweeny                                                | Craig Sweeny                                    |                                                                     |

### Línea temporal
Una forma de ver cada serie y película de Star Trek según la fecha en la que se ambiente dentro de la propia narración.
| Nombre | Tipo                | Año ambientada                                           |
| --- | ------------------- | -------------------------------------------------------- |
| Star Trek: Enterprise | Serie de televisión | 2151–2161                                                |
| Star Trek: Discovery (Temporada 1 y 2) | Serie de televisión | 2256 - 2258                                              |
| Star Trek: Short Treks | Serie de televisión | Es una serie derivada de Star Trek: Discovery            |
| Star Trek: Strange New Worlds | Serie de televisión | 2259 - 2265                                              |
| Star Trek: La serie original | Serie de televisión | 2265–2269                                                |
| Star Trek: La serie animada | Serie animada       | 2269-2270                                                |
| Star Trek: La película | Película            | 2273                                                     |
| Star Trek II: La ira de Khan | Película            | 2285                                                     |
| Star Trek III: En busca de Spock | Película            | 2285                                                     |
| Star Trek IV: Misión salvar la Tierra | Película            | 2286                                                     |
| Star Trek V: La última frontera | Película            | 2287                                                     |
| Star Trek VI: Aquel país desconocido | Película            | 2293                                                     |
| Star Trek: Sección 31 | Película            | 2324 (nada oficial por el momento)                       |
| Star Trek: La nueva generación | Serie de televisión | 2364–2370                                                |
| Star Trek: Espacio Profundo Nueve | Serie de televisión | 2369-2375                                                |
| Star Trek: Voyager | Serie de televisión | 2371–2378                                                |
| Star Trek: La próxima generación | Película            | 2371                                                     |
| Star Trek: Primer contacto | Película            | 2373                                                     |
| Star Trek: Insurrección | Película            | 2375                                                     |
| Star Trek: Némesis | Película            | 2379                                                     |
| Star Trek: Lower Decks | Serie animada       | 2380 - 2382                                              |
| Star Trek: Prodigy | Serie animada       | 2383 - 2385                                              |
| Star Trek: Picard | Serie de televisión | 2399 - 3402                                              |
| Star Trek: Discovery (Temporada 3, 4 y 5) | Serie de televisión | 3188 - 3191                                              |
| Star Trek: Starfleet Academy | Serie de televisión | Siglo 32, después de los eventos de Star Trek: Discovery |
| Un reinicio de la saga pero creando su propia línea temporal, cronológicamente se ubica entre Star Trek: discovery y Star Trek: la serie original. Estas películas inician la línea de tiempo alternativa de Star Trek de JJ Abrams. Oficialmente llamada «la línea de tiempo Kelvin», lleva el nombre del USS Kelvin. Si quieres verlos, puedes hacerlo antes o después de ‘Star Trek: The Original Series’, porque literalmente tiene lugar en una línea de tiempo diferente. |                     |                                                          |
| Star Trek: El futuro comienza | Película            | 2258 a 2259 (línea de tiempo Kelvin)                     |
| Star Trek: En la oscuridad | Película            | 2259 (línea de tiempo Kelvin)                            |
| Star Trek: Más allá | Película            | 2263 (línea de tiempo Kelvin)                            |

### Línea temporal alternativa
Con motivo de la acción del villano Nero —Eric Bana—, la película Star Trek, dirigida y producida por J.J. Abrams, plantea el inicio de una línea de tiempo paralela a la cronología conocida de Star Trek. La película muestra los primeros años en la Federación de los personajes principales de la serie, Kirk y Spock, en la academia de la Flota Estelar.
En Star Trek, el embajador Spock —Leonard Nimoy— lidera una iniciativa vulcana que busca auxiliar al planeta Rómulo y, así, evitar su destrucción por efecto de la explosión de una supernova. Para ello, se utilizaría materia roja para generar un agujero negro que neutralizara el efecto de la explosión de la supernova. Dicha iniciativa no logra concretarse a tiempo, y el planeta Rómulo —con la familia de Nero— es destruido por la supernova.
En ese lugar posteriormente se produce una singularidad que permite viajar en el tiempo, por separado, tanto a Nero como a Spock, lo que origina la línea temporal alternativa que sirve para relanzar los personajes de la serie original. Debido a estos hechos, la línea argumental de Star Trek no debe ser considerada como una precuela, aunque ejerza la misma función comercialmente, sino como la siguiente entrega cinematográfica de la serie.
Esta línea de tiempo incorpora la destrucción del planeta Vulcano en el año 2260 por parte de Nero, en la que mueren más de 6000 millones de vulcanos y solo logran salvarse 10 000 de ellos; estos supervivientes fundarán una colonia y su supervivencia como especie, se encontrará amenazada.
Aunque existió otro proyecto similar llamado provisionalmente ‘Star Trek: The Beginning’, en español Star Trek: El comienzo, fue cancelado poco tiempo antes. La película dirigida por Abrams fue precedida en el tiempo por la publicación del cómic ‘Star Trek: Countdown’, de cuatro partes, donde se enlaza la línea argumental de la nueva generación, mediante la aparición de Jean-Luc Picard, Data e incluso Worf, con el futuro de un anciano Spock que ejerce como embajador de la Federación en Rómulo, y el paso de estrella a supernova del astro central del sistema Hobus, donde Rómulo está situado.

## Galería de imágenes

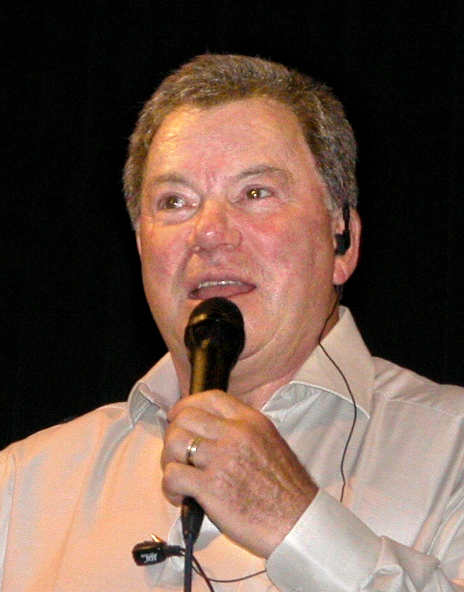
William Shatner Capitán James T. Kirk
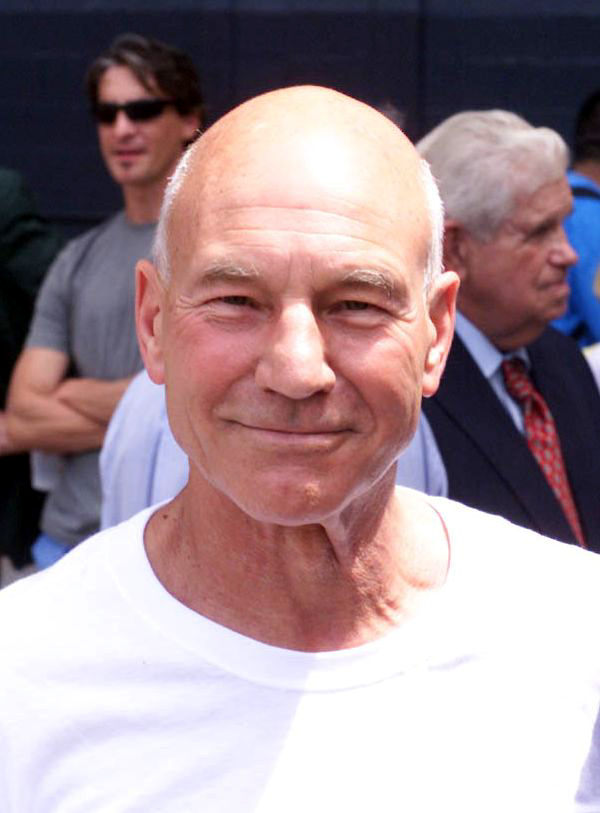
Sir Patrick Stewart Capitán Jean-Luc Picard
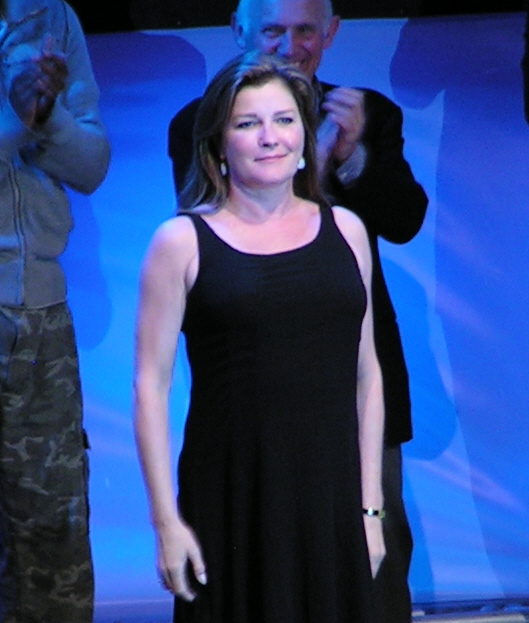
Kate Mulgrew Capitana Kathryn Janeway
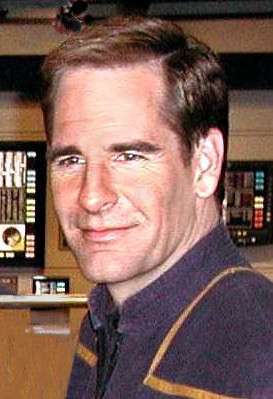
Scott Bakula Capitán Jonathan Archer
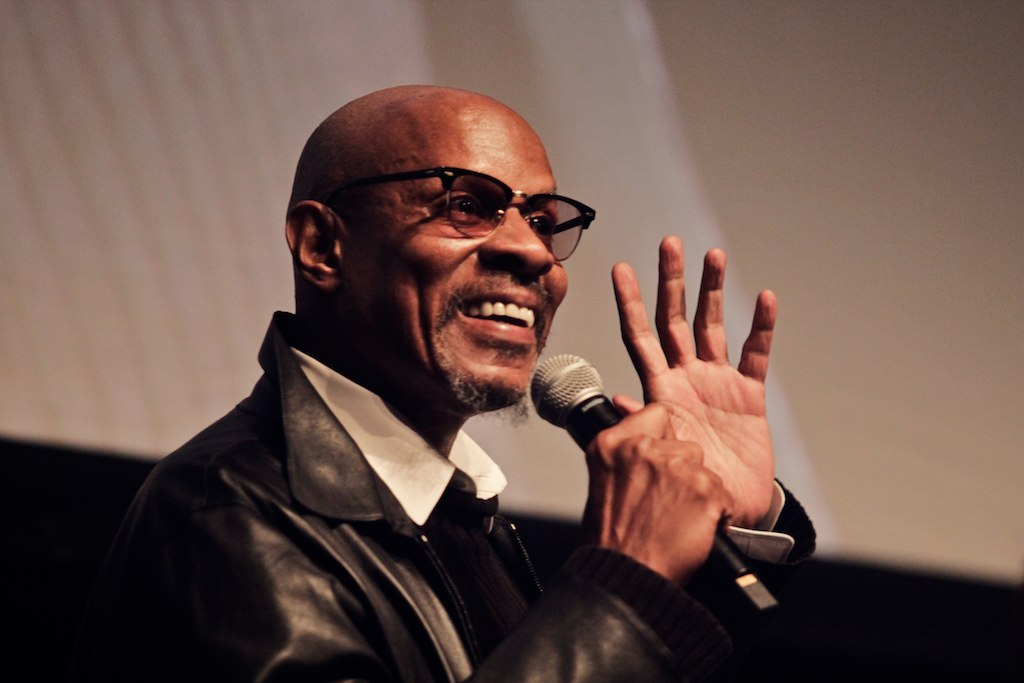
Avery Brooks Capitán Benjamin Sisko
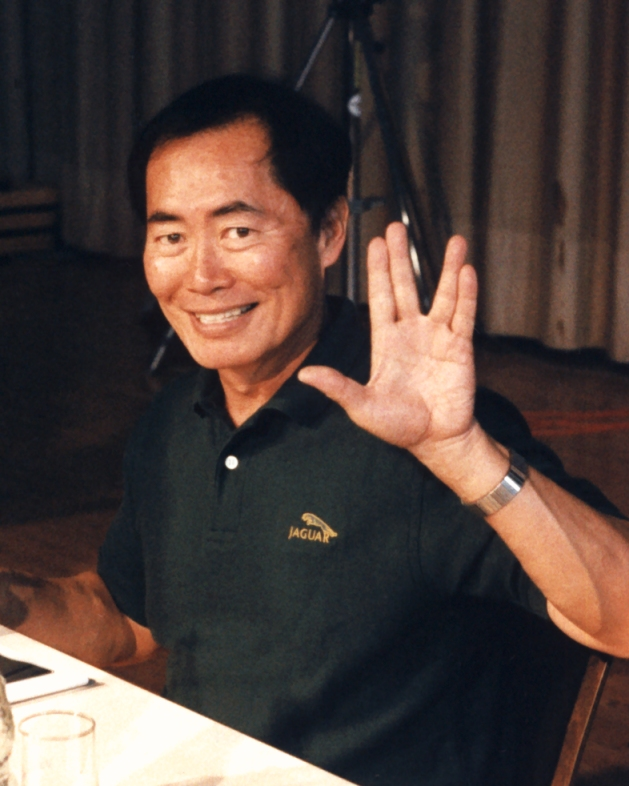
George Takei Capitán Hikaru Sulu
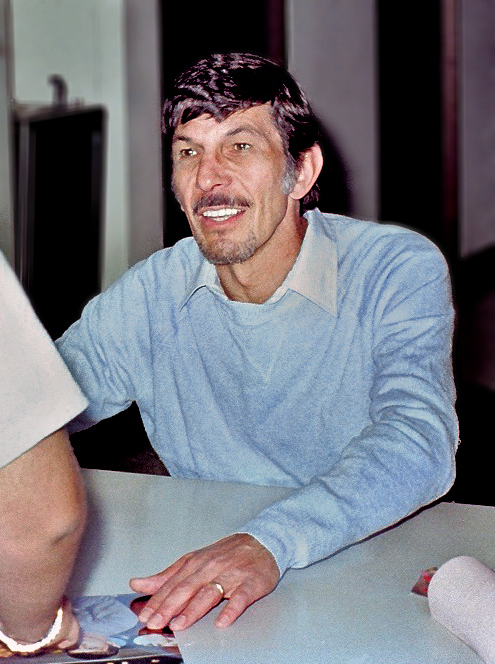
Leonard Nimoy Sr. Spock
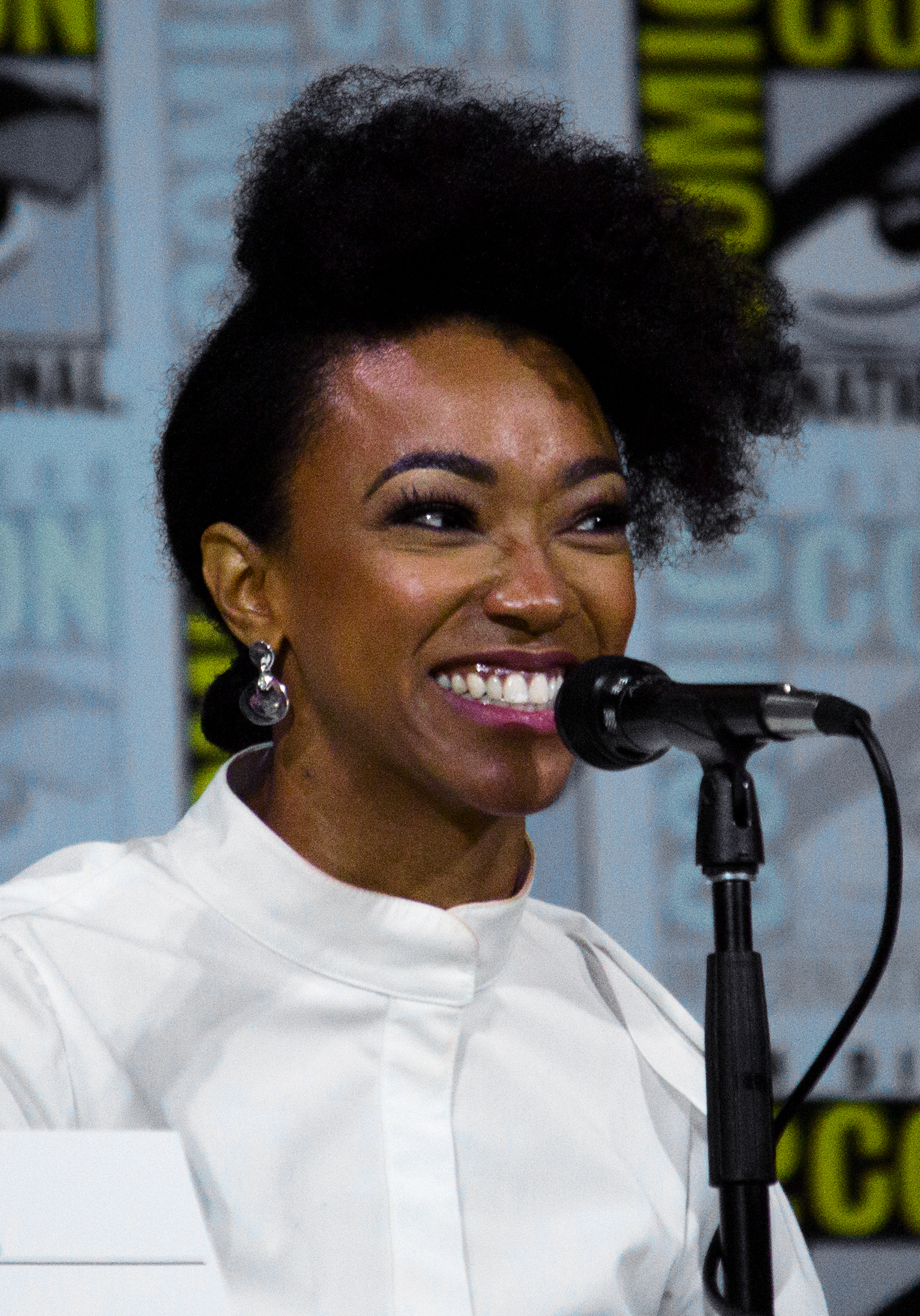
Sonequa Martin-Green (Michael Burnham)
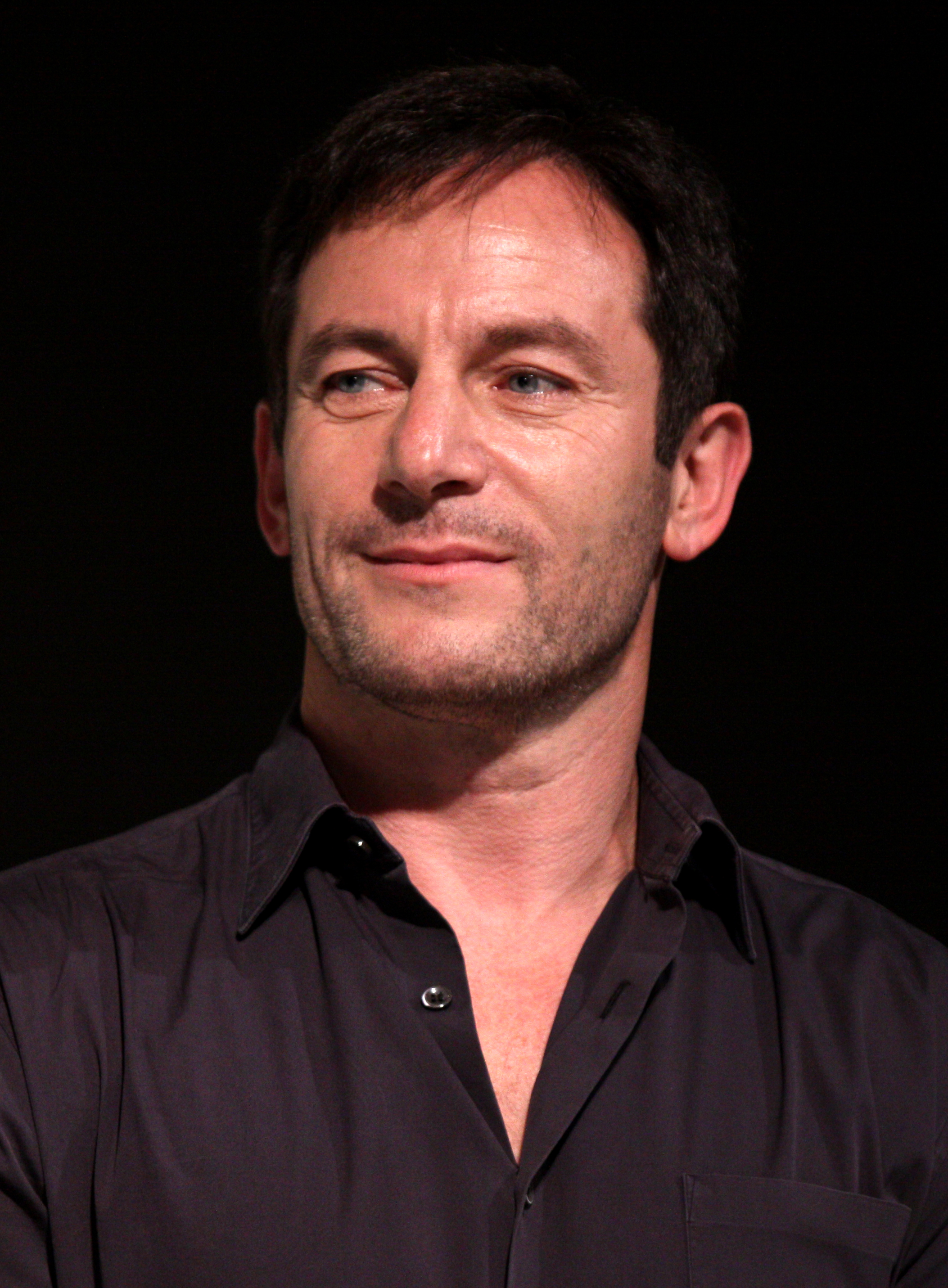
Jason Isaacs Capitán Gabriel Lorca
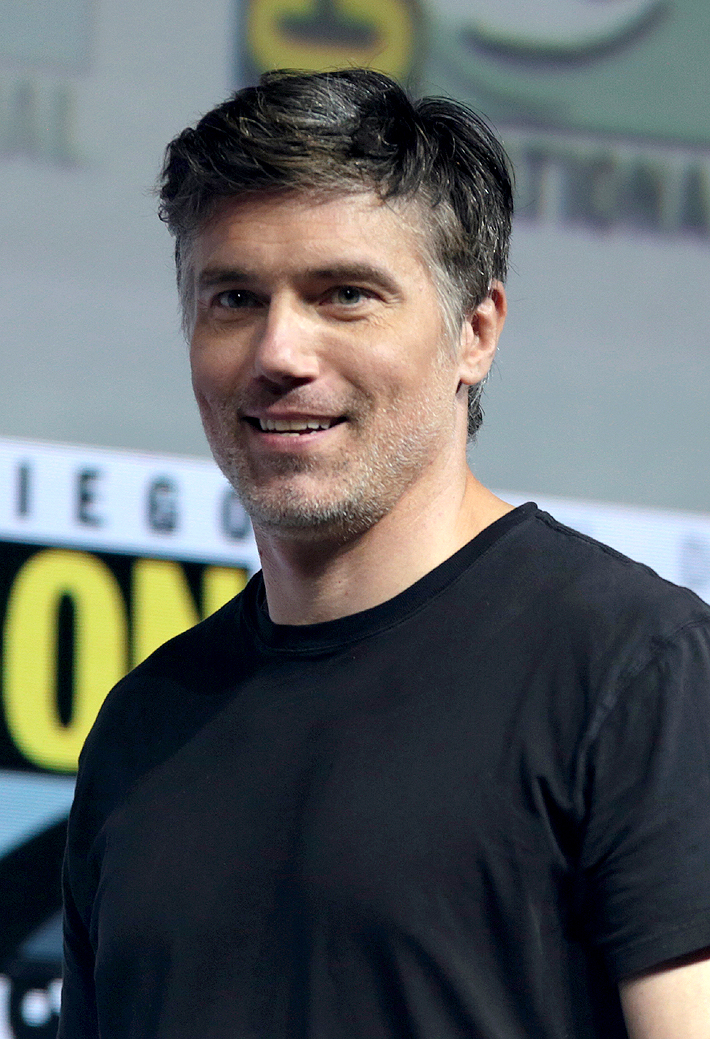
Anson Mount Capitán Christopher Pike

## Música
Como muchas otras sagas, la música de Star Trek ha jugado un papel fundamental en el concepto, aportando el acompañamiento necesario para los momentos más emotivos, bélicos y solemnes de esta franquicia. A lo largo de las series y películas han desfilado los nombres de reconocidos compositores como Alexander Courage, Jerry Goldsmith, James Horner, Dennis McCarthy, Jay Chattaway y otros.
Michael Giacchino fue el encargado de elaborar la música para la película Star Trek, tomando parte de la canónica melodía principal compuesta por Alexander Courage.

## Productos derivados

### Juego para móviles
- Star Trek ® - Wrath of Gems
- Star Trek Timelines
- Star Trek Trexels II
- Star Trek Fleet Command

### Máquinas recreativas
- Pinball de Star Trek de 1979 fabricado por Bally
- Pinball de Star trek de 1991
- Pinball de Star Trek de 1993
- Pinball de Star Trek de 2013

### Videojuegos
Algunos ejemplos de los numerosos videojuegos ambientados en el universo de Star Trek:
- Star Trek Starfleet Academy
- Star Trek 25th Anniversary
- Star Trek DAC
- Star Trek Online
- Star Trek: Starship Creator
- Star Trek: Strategic Operations Simulator
- Star Trek: Conquest
- Galaxy Life (solo tiene una breve aparición)

## Recepción
| Película                 | Rotten Tomatoes   | Rotten Tomatoes      | Rotten Tomatoes     | Metacritic      | CinemaScore | IMDb                | FilmAffinity       |
| Película                 | Críticos          | Críticos Importantes | Audiencia           | Metacritic      | CinemaScore | IMDb                | FilmAffinity       |
| ------------------------ | ----------------- | -------------------- | ------------------- | --------------- | ----------- | ------------------- | ------------------ |
| The Motion Picture       | 53% (55 reseñas)  | 54% (13 reseñas)     | 42% (50 000 votos)  | 50 (17 reseñas) |             | 6.4 (86 777 votos)  | 6.2 (20 990 votos) |
| The Wrath of Khan        | 86% (73 reseñas)  | 82% (22 reseñas)     | 90% (50 000 votos)  | 68 (19 reseñas) |             | 7.7 (117 347 votos) | 6.4 (5 224 votos)  |
| The Search for Spock     | 78% (49 reseñas)  | 92% (12 reseñas)     | 66% (50 000 votos)  | 56 (17 reseñas) |             | 6.6 (81 655 votos)  | 5.9 (4 264 votos)  |
| The Voyage Home          | 82% (44 reseñas)  | 83% (12 reseñas)     | 81% (50 000 votos)  | 71 (17 reseñas) | A+          | 7.3 (82 738 votos)  | 6.1 (4 383 votos)  |
| The Final Frontier       | 22% (51 reseñas)  | 8% (12 reseñas)      | 24% (50 000 votos)  | 43 (16 reseñas) | A−          | 5.5 (58 414 votos)  | 5.2 (3 262 votos)  |
| The Undiscovered Country | 82% (55 reseñas)  | 79% (14 reseñas)     | 83% (50 000 votos)  | 65 (18 reseñas) | A−          | 7.2 (73 642 votos)  | 6.1 (3 737 votos)  |
| Promedio de la saga      | 67%               | 66%                  | 64%                 | 59              | A           | 6.8                 | 6.0                |
|                          |                   |                      |                     |                 |             |                     |                    |
| Generations              | 48% (60 reseñas)  | 63% (19 reseñas)     | 57% (50 000 votos)  | 55 (22 reseñas) | B+          | 6.6 (79 745 votos)  | 5.8 (3 749 votos)  |
| First Contact            | 92% (65 reseñas)  | 79% (19 reseñas)     | 89% (100 000 votos) | 71 (18 reseñas) | A−          | 7.6 (122 206 votos) | 6.5 (4 705 votos)  |
| Insurrection             | 54% (72 reseñas)  | 65% (17 reseñas)     | 44% (50 000 votos)  | 64 (19 reseñas) | B+          | 6.4 (73 398 votos)  | 5.5 (3 151 votos)  |
| Nemesis                  | 38% (170 reseñas) | 49% (47 reseñas)     | 49% (50 000 votos)  | 51 (29 reseñas) | A−          | 6.4 (77 063 votos)  | 5.6 (4 151 votos)  |
| Promedio de la saga      | 58%               | 64%                  | 60%                 | 60              | A-          | 6.8                 | 5.9                |
|                          |                   |                      |                     |                 |             |                     |                    |
| Star Trek                | 94% (355 reseñas) | 93% (83 reseñas)     | 91% (250 000 votos) | 82 (46 reseñas) | A           | 7.9 (605 015 votos) | 6.8 (45 809 votos) |
| Into Darkness            | 84% (297 reseñas) | 83% (71 reseñas)     | 89% (250 000 votos) | 72 (43 reseñas) | A           | 7.7 (474 213 votos) | 6.8 (33 996 votos) |
| Beyond                   | 86% (318 reseñas) | 82% (77 reseñas)     | 80% (50 000 votos)  | 68 (50 reseñas) | A–          | 7.0 (238 438 votos) | 6.0 (14 814 votos) |
| Promedio de la trilogía  | 88%               | 86%                  | 87%                 | 75              | A           | 7.5                 | 6.5                |
| Promedio                 | 71%               | 72%                  | 70%                 | 65              | A-          | 7.0                 | 6.1                |